# جلال الدين عبد الرحيم
جلال الدين عبد الرحيم (بالأردية: جلال الدين عبد الرحيم، بالبنغالية: জালালুদ্দিন আবদুর রহিম)، (27 يوليو 1906  - 1977) سياسي شيوعي وفليسوف باكستاني بنغالي اشتهر باعتباره واحد من الأعضاء المؤسسين لحزب الشعب الباكستاني، وكان أول أمين عام لحزب الشعب الباكستاني، وهو أول وزير للإنتاج، ومستشار لذو الفقار علي بوتو، بعد إسقاط بوتو، عمل على معارضة نظام أيوب خان.
في عام 1977 أصيب رحيم بنوبة قلبية وتوفي، ودفن في كراتشي.